# Pieros
Pieros es una localidad y pedanía española del municipio de Cacabelos, perteneciente a la provincia de León, en la comunidad autónoma de Castilla y León.

## Geografía
Situada en la comarca de El Bierzo, la localidad se encuentra en la carretera entre Villafranca del Bierzo y Cacabelos.

## Historia
Hacia mediados del siglo XIX, el lugar, ya por entonces perteneciente a Cacabelos, tenía contabilizada una población de 126 habitantes. Aparece descrito en el decimotercer volumen del Diccionario geográfico-estadístico-histórico de España y sus posesiones de Ultramar de Pascual Madoz con las siguientes palabras:

PIEROS: l. en la prov. de Leon (18 leg.), part. jud. de Villafrancia del Vierzo (1), dióc. de Astorga (11), aud. terr. y c. g. de Valladolid (34). ayunt. de Cacabelos. sit. en una altura paralela al ant. Castro ó Belgidum sobre la carretera general de Castilla á Galicia; su clima es templado; sus enfermedades mas comunes fiebres, dolores de costado y pulmonías. Tiene 30 casas, igl. parr. (San Martin) servida por un cura de ingreso y provision en concurso general, una ermita (San Roque), y 2 fuentes de medianas aguas. Confina con Villabuena, San Clemente, Cacabelos, Sorribas y Valtuille de abajo y de arriba. El terreno es de mediana calidad, y le fertilizan las aguas de un arroyo que se forma de las que bajan de las alturas inmediatas. Hay una deh. de roble, y brezo, y prados artificiales. Los caminos dirigen á los pueblos limítrofes, y Villafranca: recibe la correspondencia de Cacabelos. prod.: granos, legumbres, patatas, frutas y pastos; cria ganado vacuno y lanar. pobl.: 34 vec., 126 alm. contr.: con el ayunt.
(Madoz, 1849, p. 26)

En 2023, la entidad singular de población tenía empadronados 37 habitantes y el núcleo de población, también 37.